# Большое Кстово (Ярославская область)
Большое Кстово — деревня в Покровской сельской администрации Покровского сельского поселения Рыбинского района Ярославской области.
Деревня расположена на левом берегу реки Коровки, протекающей с юга на север. Дома расположены по обе стороны одной улицы, ориентированной параллельно реке. Эта улица является частью идущей параллельно реке, по её левому берегу грунтовой дороги, которая начинаясь в Сонино, идет на север через деревни Окулово, Большое Кстово, Малое Кстово и Новая, заканчивается в селе — Покров. Магистральная дорога с твердым покрытием Рыбинск-Углич (Р104) проходит примерно в 2 км от деревни, с другой стороны реки. Ближайшая автобусная остановка в селе Покров, рейсовые автобусы Покров-Рыбинск. Численность постоянного населения на 2007 год — 13 человек. Однако деревня активно используется для временного проживания и ведения подсобного хозяйства жителями расположенного поблизости и в хорошей транспортной доступности Рыбинска. В основном это выходцы из деревни, использующие дома, оставшиеся по наследству, новое строительство незначительно.
Деревня Кстова указана на плане Генерального межевания Рыбинского уезда 1792 года.
Централизованное водоснабжение отсутствует, используются колодцы и родники у реки. Администрация сельского поселения, школа и центр врача общей практики — в поселке Искра Октября. Ближайший магазин, отделение почты, церковный приход и кладбище в селе Покров.